# Numéro de matricule URBSFA
Le numéro de matricule URBSFA correspond au numéro identifiant chaque club de football affilié à l'Union royale belge des sociétés de football association (URBSFA), la fédération belge de football. 

## Patrimoine national
Le registre matriculaire est une particularité du football belge. Initiée en 1926, par Alfred Verdyck, alors Secrétaire Général de l'Union belge, cette numérotation réglementaire est un fait quasi unique dans le football mondial. C'est dans « La Vie Sportive » (organe officiel de la fédération belge) du 21 décembre 1926 que paraît la toute première liste de ce qui initialement dénommé « immatriculations des clubs ». La première liste comporte 869 numéros.
Parmi les éléments qui amenèrent à cette création, il n'y eut pas que la simple envie d'honorer l'ancienneté des associations. D'autres « fédérations rivales » (catholique, travailliste,...) existèrent dès le début du siècle. Avant la Première Guerre mondiale, plusieurs clubs avaient déjà fait des allers/retours entre l'une ou l'autre des « ligues ». L'évolution de la société après le conflit fit comprendre aux responsables de l'URBSFA qu'il fallait « marquer » son territoire et affirmer sa suprématie de première fédération de football du pays. En instaurant le principe du matricule et en lui conférant une importance prépondérante et incontournable, la Fédération pensait (à juste titre) responsabiliser et fidéliser ses clubs, donc les membres qui la composaient.
Ce ne fut pas un hasard si l'instauration du matricule eut lieu en 1926, au moment où l'URBSFA créait un niveau national supplémentaire (le 3e). Cette mise en place était aussi destinée à satisfaire (et inciter) l'ambition d'un plus grand nombre de cercles.
Pour rappel, au-début du siècle, la Fédération française initialement membre fondatrice de la FIFA avait quitté la Fédération mondiale et avait surtout volé en éclats. Une ligue initialement rivale, le CFI s'était engouffrée dans la brèche. En 1919, le CFI prit le nom de FFF. 
Les règlements de l'URBSFA accordent une grande importance à ces matricules. Par exemple, le matricule détermine la Division où un club joue. En cas de rachat, d'échange ou de fusion, ce sont les matricules qui sont importants. Exemple un club de D2 en difficulté financière peut fusionner avec un club sain financièrement qui joue en D3. Mais dans le cas où le matricule du club sain est conservé, le club fusionné jouera en D3.
En décembre 1926, les matricules furent attribués en fonction de l'ancienneté des clubs. Avec le temps, plusieurs Historiens du football et les documentalistes ont contesté des affirmations entrées de longue date dans les esprits et donc... faisant office de vérité. Ainsi le matricule 1 fut donné à Antwerp FC, le plus vieux club belge supposé. Mais est-ce bien le cas? En 2012, alors qu'il effectuait des recherches pour les 120 ans du R. Spa FC (matricule 60, province de Liège), le journaliste Louis Maraite découvre des traces d'un club de football dans la ville dès 1863, soit 17 ans avant la création de l'Antwerp. Le cas n'étant peut-être pas isolé, lancer le débat serait une perte de temps car les arguments des pour et des contre se défendent et se heurtent à l'épreuve du temps.
Certaines attributions sont toujours objets de querelles folkloriques entre les sympathisants des clubs. Brugeois, Gantois, Malinois... approuvent ou réfutent le choix du matricule selon qu'ils soit du Club ou du Cercle, de Buffalos ou Racingmen,...

## Préservation du matricule
Préserver le matricule de leur club est très souvent le credo des dirigeants, même si cela est parfois difficile à croire lors des récentes saisons où fusions, absorptions, et dissolution ont tendance à se multiplier.
Toutefois, le principe de fusionner les clubs est (presque) aussi ancien que...le football. 
La préservation du matricule donna parfois lieu a des situations cocasses. Ainsi en 1963 alors que le vénérable R. Racing CB va fusionner avec le White Star AC, les dirigeants racingmen refusèrent de voir disparaître leur glorieux matricule 6. Un échange de matricule eut lieu avec le FC La Rhodienne. L'anonyme matricule 1247 de ce dernier sombra dans la fusion qui formait alors le Racing White pendant que le vénérable matricule 6 partait vers la périphérie de la capitale où il est toujours en activité.

## Règles
La règle concernant la conservation des numéros de matricule évolua avec le temps. Ainsi plusieurs anciens numéros disparurent durant la Seconde Guerre mondiale ou au sortir de celle-ci. Jusqu'en 1964, le règlement prévoyait qu'en cas de fusion, un nouveau matricule était généré, feu le KSV Waregem ou l'actuelle K. AS Eupen en sont des exemples.

## Liste des premiers matricules
La liste ci-dessous vous présente la liste des 100 premiers numéros matricule. Les appellations données ci-après sont celles employées de nos jours (ou les dernières effectives avant la disparition du club concerné). Précisons aussi que ce principe d'immatriculation s'applique aux origines non seulement aux clubs, mais également aux groupements de clubs (appelé le plus souvent « Entente »), d'une même région ou et/ou localité.
1. R. Antwerp FC (Anvers - Deurne)
2. Daring Club de Molenbeek (Bruxelles) (disparu)
3. Club Brugge KV (Bruges)
4. R. FC Liège (Liège)
5. (Royal) Léopold Football Club (Bruxelles)
6. KFC Rhodienne-De Hoek (Rhode-Saint-Genèse), anciennement R. Racing CB
7. K. AA Gent (Gand)
8. R. CS Verviétois (Verviers) (disparu)
9. R Dolhain FC (Dolhain)
10. Royale Union Saint-Gilloise (Saint-Gilles)
11. K. RC Gent-Zeehaven (Gent), anciennement RC de Gand et RRC Heirnis Gand
12. Cercle Brugge K. SV (Bruges)
13. K. Beerschot VAV (Anvers) (disparu puis racheté par le K Beerschot VA en juin 2019)
14. RAF Franchimontois (Theux), anciennement RSC Theux
15. R. Uccle Sport (Uccle) (disparu)
16. R. Standard de Liège (Liège)
17. RFC Sérésien (Seraing) (disparu)
18. K. Stade Leuven (Louvain) (disparu)
19. KV Kortrijk (Courtrai)
20. RE Sport's Club (Bruxelles), anciennement Excelsior SC de Bruxelles (disparu en football, mais existe encore en Athlétisme)
21. R. Tilleur FC (Tilleur) (disparu)
22. R. Sporting du Pays de Charleroi (Charleroi)
23. RFC Sérésien (Seraing), anciennement RFC Bressoux et Seraing RUL (disparu en 2014)
24. K. RC Mechelen (Malines)
25. YR KV Mechelen (Malines)
26. R. FC Tournai (Tournai), anciennement RUS Tournaisienne
27. Union Metropolitaine Anvers (Anvers) (disparu) (entente de clubs)
28. K Berchem Sport (Anvers - Berchem)
29. Saint-Ignace SC Antwerpen (Anvers) (disparu)
30. K. Lierse SK (Lierre)
31. KV Oostende (Ostende), anciennement VG Ostende
32. Royal Herve Football Club (Herve)
33. R. Star Fléron FC (Fléron) anciennement Fléron FC
34. SRU Verviers (Verviers) un moment RU Verviers-Ensival (disparu en 2010)
35. R. SC Anderlecht (Bruxelles - Anderlecht)
36. R. RC Tournaisien (Tournai) (disparu)
37. K. SC Hasselt (Hasselt), anciennement Excel. FC Hasselt (disparu)
38. K. SK Ronse (Renaix), anciennement AS Renaisienne et ASSA Renaix
39. K Humbeek FC (Humbeek)
40. RUS Gold Star Liège (Liège) anciennement US Liège
41. K. FC Diest (Diest) anciennement Hooger Op Diest et KTH Diest
42. R. Ixelles SC (Ixelles) anciennement CA Corpore Sano d'Ixelles
43. R Cappellen FC (Cappellen)
44. R. AEC Mons (Mons)
45. Rust Roest Bruges (Bruges) anciennement Rust Roest Turnvereeninging, cercle gymnique qui existe encore en 2014 (K. TK Rust-Roest)
46. KSK Renaix (Renaix) anciennement Club Renaisien, FC Renaisien (disparu)
47. Racing White Daring Molenbeek (RWDM) (Woluwe) puis (Molenbeek) anciennement White Star AC et Racing White (disparu)
48. K. SC Blankenberge(Blankenberge) anciennement KSV Blankenberge
49. K. Vilvoorde FC (Vilvorde)
50. Union Scolaire Saint-Gilloise (Saint-Gilles)
51. R. CS La Forestoise (Forest) (disparu)
52. K. VV Lyra (Lierre) anciennement K. TSV Lyra, K. Lyra et KM Lyra (disparu)
53. AS Ostende (Ostende) anciennement AS Ostendaise (disparu)
54. K. SK Tongeren HM (Tongres) anciennement CS Tongrois, Tongerse SV Cercle et K SK Tongeren - Ce matricule fut d'abord celui de RCS Welkenraedt-Herbestal. En 1947, il fut attribué au Tongerse SV Cercle (71) qui réclama son ancienneté par rapport à l'autre club de la ville le "FC Patria" (73).
55. K.V.V. Crossing Elewijt (Elewijt) anciennement CS Schaerbeek puis Crossing Schaerbeek
56. K. SC Menen (Menin) anciennement SC Méninois
57. K. AV Dendermonde (Termonde) anciennement AA Termondoise
58. K. Boom FC (Boom) (disparu)
59. KFC Hemiksem (Hemiksem) (disparu)
60. R. Spa FC (Spa)
61. Association Saint-Gilloise (Saint-Gilles)
62. Anderlecht Football Club (Anderlecht)
63. R. Dison Sport (Dison) (Verviers) (disparu)
64. K Tubantia Borgerhout VK (Borgerhout) anciennement Tubantia FAC
65. K. Hasseltse VV (Hasselt) (disparu)
66. Scaldis Sporting Club (Anvers) (disparu)
67. R. FC Athois (Ath) (disparu)
68. K VV Oude God Sport (Mortsel) (disparu)
69. R Gosselies Sports (Gosselies) (Charleroi)
70. R. US Quiévrain (Quiévrain) (disparu en 2008)
71. K. FC Patria Tongres (Tongres) (disparu)
72. Daring Club Antoing (Antoing) (disparu)
73. KSK Tongres (Tongres) (disparu) voir 54
74. RFC Croatia Wandre (Wandre) anciennement Union Wandre
75. RCS Brainois (Braine-l'Alleud)
76. RFC Huy (Huy) anciennement R. Union Hutoise
77. R. Racing FC Montegnée (Montegnée)
78. Club Sportif du Crédit Communal de Bruxelles (Bruxelles)
79. R. Wavre-Limal (Wavre) anciennement Wavre Sports
80. KSV Furnes (Furnes)
81. K. SV Oudenaarde (Audenarde)
82. FC Herstal (Herstal) anciennement AS Herstalienne
83. R. CS St-Josse (St-Josse-ten-Noode) (disparu)
84. K. RC Borgerhout (Borgerhout) (disparu)
85. K. VC Willebroek-Meerhof (Willebroek)
86. FFC Ensival-Wegnez (Ensival)
87. K. SK Halle (Hal) anciennement Union Halloise
88. K. Sportverbond Antwerpens Handel (KSAH) - Ligue corporative
89. R. Union Hodimontoise FC (Petit-Rechain)
90. K. VC Eendracht Aalst 2002 (Alost)
91. FC Malmedy 1912 (Malmedy) (disparu)
92. FC Eupen 1920 (Eupen) (disparu)
93. R. AA Louviéroise (La Louvière) (disparu)
94. Racing Charleroi Couillet Fleurus (Charleroi) anciennement R.ACS Couillet, FC Couillet-La Louvière et FC Charleroi
95. R. RC Wetteren-Kwadrecht (Wetteren) anciennement RC Wetteren
96. KSV Antwerpen (Anvers)
97. K. FC Herentals (Herentals) (disparu)
98. Union Sportive Silencieuse Liégeoise (Liège)
99. R. US Fleurus (Fleurus) (disparu)
100. K. VK Ieper (Ypres) anciennement CS Yprois, KVCS Ieper